# Памела Стефенсон
Памела Гелен Стефенсон-Конноллі (англ. Pamela Helen Stephenson-Connolly; нар.. 4 грудня 1949, Такупана, Окленд, Нова Зеландія) — новозеландська акторка, комікеса, співачка та клінічна психологиня. Найбільш відома участю у музично-гумористичній телепрограмі «Суботнього вечора в прямому ефірі» в 1984—1985 роках.

## Життєпис
Народилася 1949 року у Такупана, Окленд, Нова Зеландія. У 1953, у 3 роки, переїхала до Австралії з батьками-вченими та двома братами. Навчалася у початковій школі Боронія Парк у Сіднеї, а потім у жіночій гімназії Церкви Англії в Сіднеї, Дарлінгхерст. 
Згідно з її автобіографією, Стівенсон зґвалтували у 16 років, коли вона проживала в Австралії. Вона приховала факт насильства, але коли все розкрилося, батьки вигнали її з дому.

## Кар'єра
Стефенсон почала працювати на телебаченні в 1972 році. Вона знялася в 1973—1974 роках у ролі Джулі Кінг в австралійському серіалі «Райан». Брала участь у численних телевізійних серіалах, зокрема, як Мішель Осгуд у Space: 1999 episode «Catacombs of the Moon» (1976),, Джозефіна в постановці ABC 1977 року опери Малкольма Вільямсона «Скрипки Сен-Жак» та Венді в епізоді «Нових месників» 1977 року «Ангели смерті». Виконувала повторювану роль Іріс Рид у серіалі «Веселий чоловік» у Великій Британії.
Також знімалась у Великій Британії — в прямому ефірі «The Comic Strip» під керівництвом Ріка Мейола, Пітера Річардсона та Олексія Сайла в Raymond Revuebar у Сохо.
Найширше визнану телероль виконувала в ескізному телевізійному шоу Великої Британії «Не The Nine O'Clock News» у 1980-х разом з Рояном Аткінсоном, Мелом Смітом та Гріфф Рісом Джонсом (1979—1982). Відомі її пародії у ролі Кейт Буш у кліпі на пісню «Oh England, My Leotard» та Олівії Ньютон-Джон у пісні під назвою «Typical Bloody Typical». Також зіграла невелику роль у трьох серіях драматичного серіалу британського кримінального телесеріалу «Професіонали». У 1982—1983 роках знялася у постановці «Вест-Енд» у версії «Піратів Пензансу» Джозефа Паппа.
Знімалась у американському комедійному ескізному шоу Saturday Night Live (SNL) (1984—1985), завдяки чому стала першою жінкою-членкинею SNL, яка народилася за межами Північної Америки.
Стефенсон знялася у ряді фільмів, серед яких «Приватна колекція» (1972), «Stand up, Virgin Soldiers» (1977), «The Returnback» (1978), «Історія світу Мела Брукса, частина 1» (1981), «Superman III» (1983), «Bloodbath at the House of Death» (1983), «Finders Keepers» (1984), «Скандально» (1984), «Привиди зможуть це зробити» (1987) та «Лес Паттерсон рятує світ» (1987).
У 2012 році Стефенсон поїхала як туристка до Папуа-Нової Гвінеї в телевізійному шоу Нової Зеландії «Невтримні подорожі».

## Психологиня
Наприкінці 1980-х, після відходу з кінематографа, Памела Стефенсон зайнялася клінічною психологією.
Вона є має почесний докторський ступінь Університету Роберта Гордона (2009).

## Особисте життя
У першому шлюбі була з актором Ніколасом Боллом, розлучилася.
З 20 грудня 1989 року одружилась з актором Біллі Конноллі, з яким вже мала трьох дочок: Дейзі Конноллі (нар.. 1983), Емі Коннолі (нар.. 1986) і Скарлетт Лайлу Конноллі (нар.. 1989).

## Вибрана фільмографія
| Рік       |   | Українська назва                 | Оригінальна назва   | Роль            |
| --------- | - | -------------------------------- | ------------------- | --------------- |
| 1984—1985 | с | Суботнім вечором у прямому ефірі | Saturday Night Live | різні персонажі |